# ثوم كريمري
الثوم الكريمري (باللاتينية: Allium crameri) نوع نباتي عشبي يتبع جنس الثوم من الفصيلة الثومية.

## الموئل والانتشار
ينتشر في سيناء ومصر.